# Río Lenca
El río Lenca es un corto curso natural de agua que nace en las faldas del cerro Búfalo (ver OpenTopoMapa), fluye hacie el oeste y desemboca en el seno de Reloncaví.

## Historia
Luis Risopatrón lo describe en su Diccionario Jeográfico de Chile de 1924:: 472 
Lenca (Rio) 41° 37' 72° 39'. Es de corto caudal, corre hácia el W en un hermoso valle de unos 9 kilómetros de largo i se vácia en la parte N de la bahía del mismo nombre, del seno de Reloncaví; en las mareas de equinoccio desagua por un estrecho canal. 1, VIII, p. 87; i XXV, p. 193, 351 i 352; 60, p. 475; i 156.